# Liste von Söhnen und Töchtern der Stadt Vitória
Die Liste von Söhnen und Töchtern der Stadt Vitória zählt Personen auf, die im Munizip der Hauptstadt Vitória des brasilianischen Bundesstaates Espírito Santo geboren wurden und in der deutschsprachigen Wikipedia mit einem Artikel vertreten sind. Die Liste erhebt keinen Anspruch auf Vollständigkeit.

## 20. Jahrhundert
- Paulo Mendes da Rocha (1928–2021), Architekt
- Roberto Menescal (* 1937), Musiker und Musikproduzent
- Arturo Sudbrack Jamardo (1943–2019), Pianist und Professor am Conservatoire Européen de Musique de Paris
- Marcos Soares Tatagiba (* 1963), Mediziner und Universitätsprofessor
- Geovani Silva (* 1964), Fußballspieler
- José Loiola (* 1970), Beachvolleyballspieler
- Leandro Ângelo Martins (* 1982), Fußballspieler
- Alison Cerutti (* 1985), Beachvolleyballspieler
- Liliane Maestrini (* 1987), Beachvolleyballspielerin
- Esquiva Falcão Florentino (* 1989), Amateurboxer
- Patrick Mota (* 1992), Fußballspieler
- Luan Garcia (* 1993), Fußballspieler
- Lyanco (* 1997), Fußballspieler